# Aristide Merloni
Aristide Merloni (Fabriano, 24 ottobre 1897 – Fabriano, 19 dicembre 1970) è stato un imprenditore e politico italiano.
Fondatore delle Industrie Merloni, iniziò la sua attività imprenditoriale con la produzione di bascule, per poi abbracciare nei decenni successivi una vasta tipologia di prodotti, dalle bombole per il gas agli scaldacqua, dalle vasche da bagno agli elettrodomestici e mobili da cucina. È proprio dal suo nome, Aristide, che l'azienda trae ispirazione nel dar vita al marchio Ariston. Alla sua morte le varie attività furono distinte in tre società, ognuna andata in gestione ad uno dei suoi figli. Due di queste imprese sono ancora in attività: Ariston Group e Indesit Company.
A lui viene anche intitolato l'istituto tecnico industriale di Fabriano.

## Biografia

### Origini e formazione
Di famiglia operaia, frequentò l'Istituto Tecnico Industriale Statale Montani di Fermo fino a diplomarsi nel 1916, quando fu chiamato alle armi allo scoppio della prima guerra mondiale. Al rientro ad Albacina, partecipò con Lamberto Corsi, Tersilio Fida, Romualdo Castelli, don Agostino Crocetti e don Erminio Petruio ai sindacati bianchi e al Partito Popolare.
Nel 1919 Aristide iniziò nel mondo dell'impresa come disegnatore in uno stabilimento di Pinerolo e in dieci anni divenne direttore generale di questa azienda. 
Anche dopo il suo trasferimento in Piemonte mantenne la sua adesione al Partito Popolare. Si sposò nel 1921 ed ebbe quattro figli: Ester, Francesco, Antonio e Vittorio.
Il suo principio ispiratore fu sempre la responsabilità sociale d'impresa: “In ogni iniziativa industriale non c'è valore del successo economico se non c'è anche l'impegno nel progresso sociale”. Nel solco della dottrina sociale democristiana, egli riteneva che per realizzare una vera promozione umana e sociale lo sviluppo industriale e produttivo dovesse procedere per gradi, senza creare fratture nei modi e nelle abitudini di vita, nei valori e nelle tradizioni, ispirandosi a un pragmatico presupposto del rispetto della persona.

### La creazione della Merloni

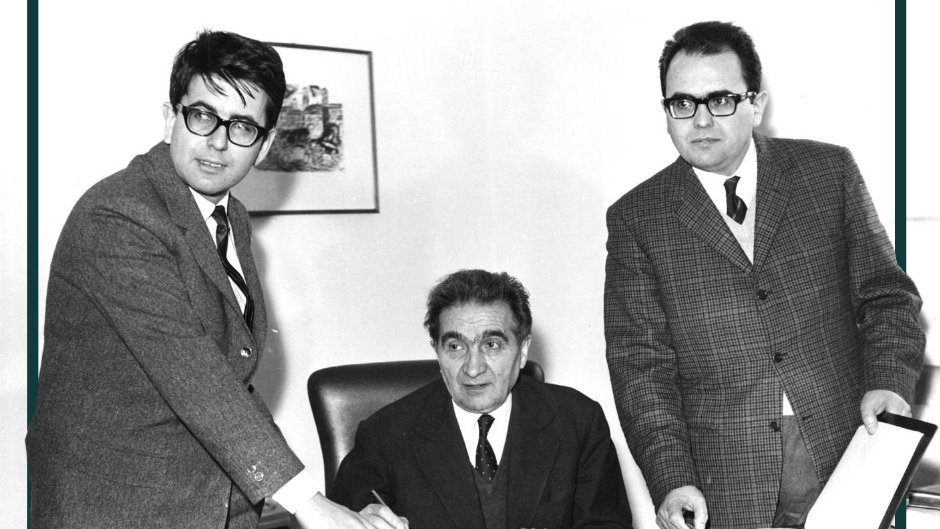
Aristide Merloni con i figli Francesco e Vittorio

Il 20 luglio 1930 Aristide Merloni avviò a Fabriano una piccola attività per la produzione di bilance, che nel 1933 prenderà la denominazione di S.A.M.A. (Società Anonima Merloni Aristide).
Nel 1938 la dimensione della sua impresa era divenuta di una certa consistenza, il fatturato raggiungeva le 500.000 lire, un valore equiparabile a circa 2.000.000 di euro e contava 70 dipendenti. Negli anni cinquanta la Merloni era la prima azienda italiana nel settore della produzione di strumenti per pesare, la sua quota di mercato era del 40%.
Aristide Merloni fu eletto Sindaco di Fabriano nel 1951, nelle file della Democrazia Cristiana. Fu riconfermato Sindaco nel 1956 e contemporaneamente eletto al Consiglio provinciale di Ancona. Nel 1958 fu eletto Senatore per la Democrazia Cristiana, confermato nel 1963 e nel 1968.
Nel 1963 fondò a Fabriano la Fondazione Aristide Merloni, Istituto per lo Sviluppo economico e sociale delle Marche e oggi organismo di ricerca e di studio. 
Quando l'ENI scoprì nella pianura padana giacimenti di metano Merloni decise di iniziare la produzione di bombole per il gas liquefatto. In questi anni fu profondo il rapporto industriale con Enrico Mattei, presidente dell'Eni e originario di Matelica, che non si concretizzò realmente per la limitata possibilità di investimenti, utilizzati nella maggior quantità per la nascita del Nuovo Pignone a Firenze.
La diversificazione, già chiave di successo di altre iniziative industriali italiane, divenne un ulteriore principio guida di Merloni, alla fine degli anni cinquanta fu avviata la produzione di scaldabagni, quindi di fornelli smaltati a gas.
Nell'arco di trenta anni veniva raggiunta la produzione di 1.000 cucine al giorno, con oltre 400 addetti. Per competere con i più agguerriti produttori di marchi come Zoppas, Candy, Triplex, Rex e Fargas, Merloni utilizzò il marchio Ariston, forse ispirato dal suo stesso nome.
Nel 1966 erano nati nell'area marchigiana, con una disposizione geografica che ricorda la
costellazione dell'Orsa Maggiore, sette stabilimenti, a Fabriano, Matelica, Albacina, Genga, Sassoferrato, Cerreto d'Esi e Borgo Tufico.

### Gli ultimi anni e la morte
Nel 1970 le Industrie Merloni erano un composito mix di attività che fatturavano poco meno di 50 miliardi di lire, con 3.000 dipendenti, e una produzione dislocata in 8 stabilimenti. Alla morte del fondatore, avvenuta a Fabriano il 19 dicembre 1970, l'azienda fu riorganizzata in tre unità autonome, Merloni Elettrodomestici (oggi Indesit Company), con a capo Vittorio Merloni, Merloni Termosanitari (oggi Ariston Group), guidata da Francesco Merloni e il settore meccanico, gestito da Antonio Merloni.

## Archivio epistolare e documentale
Parte della documentazione prodotta da Aristide e Vittorio Merloni, anche a carattere privato, e comprendente, tra l'altro, cataloghi dagli anni '70, relazioni, presentazioni, inviti, e i discorsi di Vittorio Merloni come presidente della Merloni Elettrodomestici, poi Indesit Company e come presidente della Confindustria (1980-1984), è conservata a Fabriano dalla Indesit Company, nel fondo omonimo (estremi cronologici: 1940 - 2011), assieme alla documentazione proveniente dall'azienda originaria nata nel 1930.